# Priya Basil
Priya Basil née en 1977 à Londres, est une autrice et activiste politique britannique. Elle est cofondatrice d'Authors for Peace et initiatrice du mouvement Writers Against Mass Surveillance. 

## Biographie
Priya Basil née dans une famille indienne grandit au Kenya. Elle étudie la littérature anglaise à l'Université de Bristol. Elle travaille dans la publicité avant de devenir écrivaine à temps plein. Elle vit à Berlin depuis 2002.
Elle publie son premier roman, Ishq et Mushq, en 2007.  Il s'agit d'une saga familiale sur le problème de l'identité culturelle des personnes immigrées sur plusieurs générations, et pose les questions de mémoire, de l'exil et de redécouverte de soi,.  
Son deuxième roman, The Obscure Logic of the Heart, est publié en juin 2010. Il raconte l'histoire d'amour entre Lina de religion musulmane et Anil étudiante en architecture, d'origine kenyane. Les deux femmes sont prises dans un tourbillon de problèmes sociopolitiques alors qu'elles tentent de négocier entre différentes loyautés - la famille, la religion, la société et elles-mêmes. 
Le travail de Priya Basil a été traduit en italien, allemand, russe, bulgare, portugais brésilien, néerlandais,  croate et serbe. Son ouvrage Be My Guest est traduit en français en 2020.   
À l'automne 2014, Priya Basil a pris le prestigieux cours d'écriture à l' Université de Tübingen . Elle a partagé l'honneur avec Chika Unigwe . Taiye Selasi et Nii Ayikwei Parkes ont également donné des conférences de soutien. 
Les autres écrits de Basil sont publiés dans The Guardian et dans la Asia Literary Review. Elle est une collaboratrice régulière de Lettre International, le principal magazine littéraire de langue allemande. Ses thèmes incluent l'art,  l'Europe, la démocratie, les migrations et le néo-colonialisme.  

## Engagement politique
En 2010, Priya Basil fonde avec le journaliste Matthias Fredrich-Auf der Horst, Authors for Peace. C'est une plate-forme pour défendre et promouvoir la paix à partir de la littérature. Le premier événement de Authors for Peace a lieu le 21 septembre 2010, lors de la Journée internationale de la paix des Nations unies. Avec le soutien du Festival international de littérature de Berlin,  Priya Basil organise une lecture en ligne et en direct 24h / 24 par 80 auteurs  du monde entier. Les auteurs lisent leurs travaux dans un geste de solidarité avec ceux qui sont opprimés ou pris dans un conflit. 
En septembre 2013, Priya Basil signe la lettre ouverte du romancier allemand Juli Zeh à Angela Merkel. À la suite des révélations d'Edward Snowden, cette lettre exige une réponse plus ferme d'Angela Merkel. Priya Basil a lu cette lettre à haute voix en public le jour de l'ouverture du Festival international de littérature de Berlin, dans le cadre de l'initiative du festival Berlin Liest. Elle participe également à l'action de protestation anti-surveillance March on the Chancellory, dirigée par Juli Zeh le 18 septembre 2013. 
Priya Basil est également l'une des initiatrices du mouvement contre la surveillance de masse lancé le 10 décembre 2013. Elle fait partie du groupe de sept écrivains internationaux avec Juli Zeh, Ilija Trojanow, Eva Menasse, Janne Teller, Isabel Cole et Josef Haslinger qui rédigent l'appel.    
BücherFrauen, un groupe de femmes faisant partie de l'édition en Allemagne dresse chaque année une liste d'écrivaines pour le prix de la paix de la librairie allemande . En 2013, 2014 et 2015, Priya Basil est l'une des 20 autrices recommandées au côté de Hannah Arendt, Arundhati Roy, Nawal El Saadawi, Herta Müller et Juli Zeh. 

## Publications
- (en) Ishq and Mushq, 2007 (ISBN 978-0-552-77384-3 et 0-552-77384-0)
- (en) The obscure logic of the heart, Black Swan, 2011, 506 p. (ISBN 978-0-552-77385-0)
- (en) Strangers on the 16 : 02, Black Swan, 2011, 106 p. (ISBN 978-0-552-77705-6)
- (de) Erzählte Wirklichkeit Tübinger Poetik Dozentur 2014, Swiridoff, 2015, 128 p. (ISBN 978-3-89929-319-7)
- (en) Be My Guest : Reflections on Food, Community and the Meaning of Generosity [« Be my Guest »], 2019, 128 p. (ISBN 978-1-78689-849-4)